# Pièce de 10 francs Montesquieu
Pour les articles homonymes, voir 10 francs.
La pièce de 10 francs Montesquieu est une pièce de monnaie de 10 francs français bicolore émise en 1989, et commémorant le tricentenaire de la naissance de Montesquieu.

## Caractéristiques de la version bronze-aluminium
- Légende avers : République Française, Montesquieu
- Légende revers : Liberté Égalité Fraternité, 10 francs
- Tranche : Lisse et cannelée
- Masse : 6,50 g
- Diamètre : 23 mm

Cette version a été émise uniquement dans les coffrets pour les collectionneurs ; elle existe également en essai.

## Caractéristiques de la version or (frappe BE)
- Légende avers : République Française, Montesquieu
- Légende revers : Liberté Égalité Fraternité, 10 francs
- Tranche : Lisse
- Masse : 12 g
- Diamètre : 22,8 mm
- Titre de la couronne : Or 920 ‰ / Argent 40 ‰ / Cuivre 40 ‰
- Titre du cœur : Or 750 ‰ / Palladium 150 ‰ / Argent 100 ‰
- Tirage 5000 exemplaires